# Avidia
Avidia (Avidia Nigrini, Avidia Plautia ou Avidia Plautia Nigrini) est une personnalité féminine romaine du IIe siècle. Elle est la femme de Lucius Aelius Caesar et la mère de Lucius Aurelius Verus. Elle est la fille de Caius Avidius Nigrinus.

## Biographie

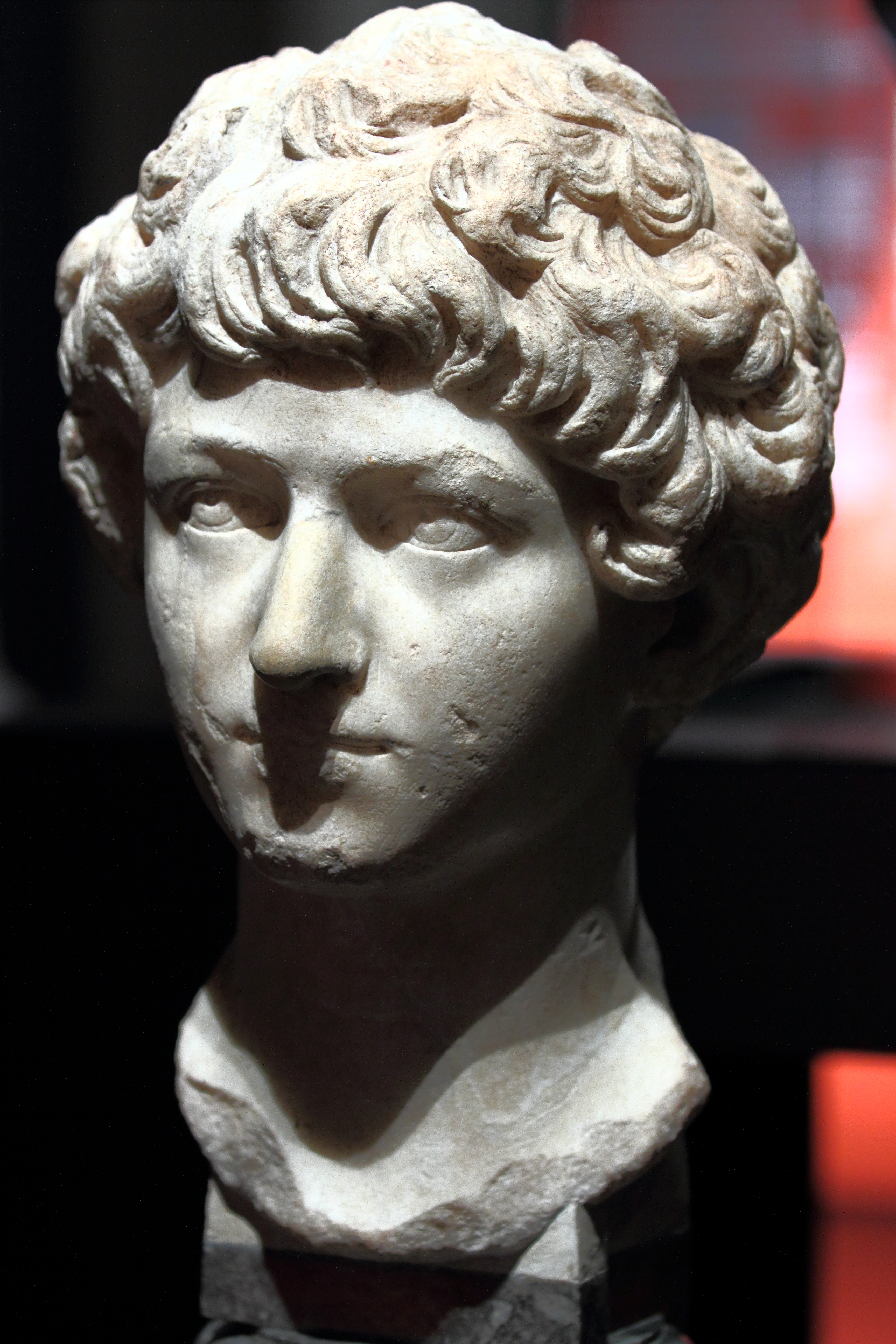
Portrait de Lucius Aurelius Verus jeune, Musée du Capitole de Rome.

Plautia épouse en premières noces Lucius Ceionius Commodus,, consul éponyme en 106. Un fils naît de cette union, Lucius Ceionius Commodus connu sous le nom de Lucius Aelius, le 13 janvier 101. Il devient l'héritier d'Hadrien en 136 à la suite de son adoption mais décède le 1er janvier 138, six mois avant l'empereur. C'est finalement Antonin le Pieux qui succède à Hadrien. On ignore si c'est la mort de Ceionius Commodus qui met fin au mariage, ou un divorce.
Plautia épouse en deuxièmes noces Caius Avidius Nigrinus,, consul suffect en 110.
Avidia est la fille de Caius Avidius Nigrinus, mais on ignore si celle-ci est issue d'un précédent mariage ou de celui-ci, donc si c'est la fille de Plautia ou non.
Elle épouse justement Lucius Aelius. Il se peut donc qu'elle épouse son demi-frère.
Elle a un fils, Lucius Ceionius Commodus, plus tard connu sous le nom de Lucius Aurelius Verus, le 15 décembre 130. Il devient empereur romain de 161 à 169, ayant été adopté par Antonin le Pieux avec Marc Aurèle. Ils ont trois autres enfants : Caius Avidius Ceionius Commodus, Ceionia Fabia et Ceionia Plautia.
Son père Caius Avidius Nigrinus est mis à mort au début du règne de Hadrien, en 118.
Plautia épouse probablement en troisièmes noces Sextus Vettulenus Civica Cerialis,, consul éponyme en 106, à l'instar de Lucius Ceionius Commodus. De cette union, naît a priori Marcus Vettulenus Civica Barbarus, vers l'an 125. Il est consul éponyme en 157.

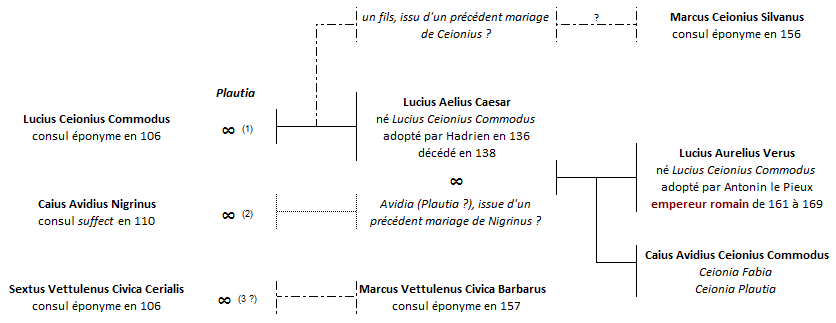
Mariages et descendance de Plautia sous les Antonins. Arbre non exhaustif.